# Борковское муниципальное образование
Борковское муниципальное образование — упразднённое сельское поселение в Тюменском районе Тюменской области Российской Федерации.
Административный центр — село Борки.

## История
Статус и границы сельского поселения установлены Законом Тюменской области от 5 ноября 2004 года № 263 «Об установлении границ муниципальных образований Тюменской области и наделении их статусом муниципального района, городского округа и сельского поселения».
19 апреля 2019 года присоединено к Каскаринскому МО.

## Население
| 2010  | 2011  | 2012  | 2013  | 2014  | 2015  | 2016  |
| ----- | ----- | ----- | ----- | ----- | ----- | ----- |
| 2107  | ↗2110 | ↗2121 | ↗2152 | ↗2199 | ↗2415 | ↗2473 |
| 2017  | 2018  |       |       |       |       |       |
| ↘2471 | ↘2470 |       |       |       |       |       |

## Состав сельского поселения
| № | Населённый пункт | Тип населённого пункта       | Население |
| - | ---------------- | ---------------------------- | --------- |
| 1 | Борки            | село, административный центр | 1811      |
| 2 | Щербак           | село                         | 296       |